# Предикатив
Предикатив або присудко́ве слово (також стані́вник, або слово категорії стану[джерело?]) — лексико-граматичний розряд слів, які позначають стан людини, природи, мають модальне значення необхідності, можливості, не відмінюються й не дієвідмінюються та виконують роль присудка в безособовому реченні.
Станівник сформувався на базі різних частин мови, але не в усіх своїх лексичних значеннях, а лише тих, які стали вживатися у функції присудка. До них належать: іменники, прислівники, модальники. Але в усіх випадках у станівник переходять лише ті слова, які втрачають всі інші функції і виконують лише функцію головного члена односкладного речення.
До станівника належать слова безлюдно, важливо, вітряно, видно, спішно, можна, морозно, треба, потрібно, чутно, сумнівно, ліньки, прикро, жалко, корисно, соромно, необхідно, варто, страх, жаль, гріх, лихо, тихо і їм подібні.